# Franz Bernardin Verbeck
Franz Bernardin Verbeck O.F.M. Conv. (* 21. Februar 1686 in Antwerpen; † Dezember 1756) war Franziskaner, katholischer Geistlicher und Weihbischof in Münster.

## Leben
Franz Bernardin Verbeck erlernte zunächst den Beruf des Maurers und Steinhauers. Erst 1705 trat er in Münster in den Orden der Franziskaner ein. Er erhielt 1712 die Tonsur und wurde am 1. April 1713 in Köln zum Priester geweiht. Später erwarb er den Doktor in Theologie, war stellvertretender Guardian des Minoritenklosters in Bonn und wurde 1746 von Erzbischof Clemens August von Bayern als Weihbischof in Münster erbeten. 
Am 19. September 1746 wurde Verbeck zum Weihbischof in Münster und zum Titularbischof von Theveste ernannt. Verbeck starb im Dezember 1756 in Kleve und wurde in der dortigen Minoritenkirche begraben.